# Stella Maris Giroldi
Stella Maris Giroldi (Campana, Buenos Aires, Argentina; 10 de octubre de 1951) es una política argentina. Fue diputada y en el año 2007 ganó las elecciones a la intendencia del partido de Campana por el Frente para la Victoria siendo la primera mujer de la ciudad en ocupar el cargo. Fue reelecta en 2011 y perdió las elecciones de 2015. Fue electa en 2019 y desde entonces es concejal por el Frente de Todos. Fue esposa del también intendente de Campana y exministro de Desarrollo Humano, Jorge Rubén Varela

## Amenazas
En la madrugada del 3 de febrero de 2008 balearon la casa donde vivía junto a Jorge Rubén Varela. No hubo testigos ya que no había nadie en el momento del hecho. Se cree que fue por la ordenanza que Giroldi firmó para prohibir recitales en la peatonal local. Además de un escopetazo de un calibre no precisado amenazaron a Giroldi y a su secretario de Cultura y Educación, Oscar Trujillo. "Muerte a Stella y Trujillo", "Viva Caly y la cumbia" y "Vamos a prender la peatonal fuego" son las pintadas que los desconocidos dejaron en el frente de la vivienda.